# Helfrich Bernhard Wenck

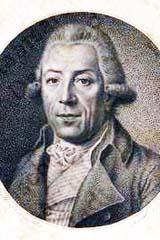
Helfrich Bernhard Wenck; zeitgenössischer Stich

Helfrich Bernhard Wenck (* 19. Juni 1739 in Idstein; † 27. April 1803 in Darmstadt) war ein deutscher Pädagoge, Bibliothekar, Historiker, Rektor und Konsistorialrat. Wegen seiner dreiteiligen Hessische Landesgeschichte gilt er zudem als „Vater der neueren Landesgeschichte“.

## Leben
Helfrich Bernhard Wenck besuchte das Darmstädter Pädagogium, an dem sein Vater, der Pädagoge Johann Martin Wenck, Rektor war. Ab 1757 studierte er anderthalb Jahre in Gießen, Göttingen und Heidelberg Theologie, jedoch ohne Theologe im eigentlichen Sinne zu werden. Nach seinem Studium fand er 1761 eine Einstellung als Collaborator an seiner ehemaligen Schule, dem Darmstädter Pädagogium (Ludwig-Georgs-Gymnasium), dessen Subkonrektor er ab 1766 war und dem er fortan bis zu seinem Lebensende verbunden blieb. Ab 1765 fungierte Wenck neben seiner Stelle in der Schule auch als Lehrer des Erbprinzen Ludwig und dessen Geschwister. 1768 wurde er zum Prorektor seiner Schule berufen, bevor ihm im folgenden Jahr das Rektorat mit dem Titel eines Professors übertragen wurde. Der Histographie widmete sich Wenck ab 1775; vorangegangen waren Vorstellungen über das Schreiben einer deutschen, insbesondere auch hessischen Landesgeschichte und wie diese im Gymnasialprogramm umgesetzt werden könnte.

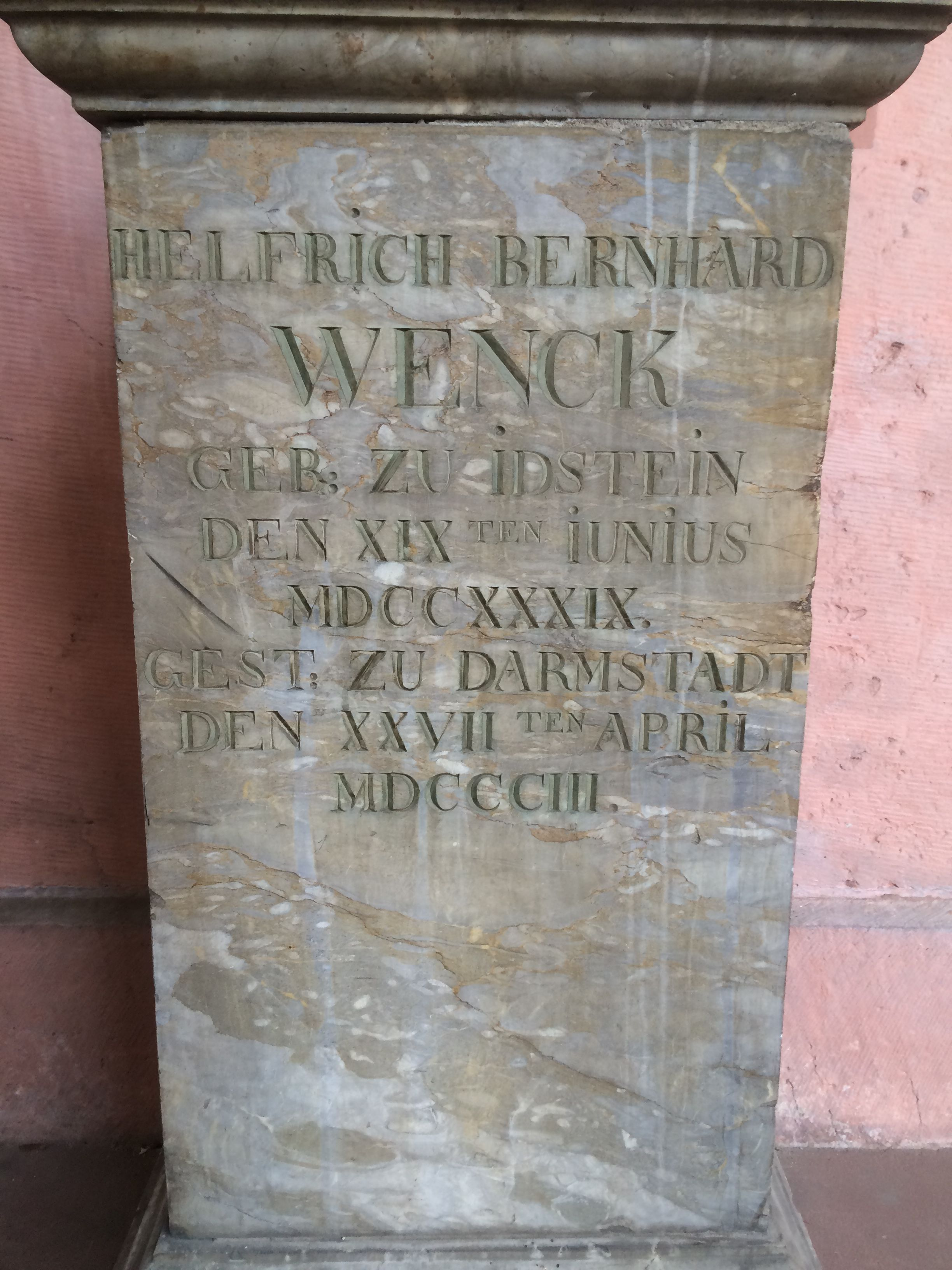
Sockel für Helfrich Bernhard Wenck in den Arkaden des De la Fosse-Baues des Darmstädter Schlosses

1777 fand er Anstellung als Hofbibliothekar. Dabei zeichnete er sich durch eine kluge Anschaffungspolitik aus. Durch sein Drängen wurden vermehrt Bücher auf Auktionen erworben. Der Anschaffungsetat konnte verfünffacht werden. Wenck realisierte einen ersten vierbändigen Gesamtkatalog, der nach Fächern gegliedert war. Er sorgte für die Eröffnung der Bibliothek für die breite Öffentlichkeit. Der Bestand wuchs 1789 auf 16.000 Bände.
Als nunmehriger Direktor des Pädagogiums und Konsistorialrat setzte Wenck 1778 Vorstellungen seiner Lehrplanreform durch, die auf humanistischen Idealen aufgebaut war und deren Anspruch darin bestand, den Unterricht der klassischen Sprachen zu forcieren, sowie eine umfassendere Bildung für alle Volksschichten zu ermöglichen. 1783 nahm man ihn in die Kurpfälzische Akademie der Wissenschaften zu Mannheim auf und 18 Jahre später bekleidete er das Amt des Oberschulrats und Geheimen Konsistorialrats.
Zu seinen bekanntesten Werken zählt die Hessische Landesgeschichte, die in drei Bänden zwischen 1783 und 1803 erschien. Weiterhin fand auch seine zweibändige Lateinische Grammatik für Schulen höhere Beachtung.

## Werke
- Versuch einer Uebersetzung der Ilias des Homers Darmstadt (1770) Digitalisat
- Zweiter Gesang der Ilias des Homers Darmstadt (1771) Digitalisat
- Nachricht von der gegenwärtigen Einrichtung des Fürstlichen Pädagogs in Darmstadt (1774)
- Diplomatische Nachrichten von den ausgestorbenen Dynasten von Eppenstein (1775)
- Die erneuerten Statuten des Fürstlichen Pädagogs aus dem Jahre 1629 (1778)
- Hessische Landesgeschichte (1783–1803), Band 1 mit Urkundenbuch (Digitalisat), Band 2 (Digitalisat), Band 1–3 und Urkundenbuch (Digitalisat)
- Von der Hofbibliothek in Darmstadt und einigen Merkwürdigkeiten derselben (1789)